# Fabresema suffusa
Fabresema suffusa là một loài bướm đêm thuộc phân họ Arctiinae, họ Erebidae.